# Lijst van Eerste Kamerleden 1893-1896
Lijst van Eerste Kamerleden 1893-1896 geeft een overzicht van de leden van de Nederlandse Eerste Kamer in de periode tussen de verkiezingen van 1893 en de verkiezingen van 1896. De zittingsperiode van de Eerste Kamer ging in op 19 september 1893 en eindigde op 14 september 1896.
De Eerste Kamer telde 50 leden, gekozen door de leden van Provinciale Staten in de elf provincies. Eerste Kamerleden werden gekozen voor een termijn van negen jaar; om de drie jaar werd een derde deel van de Eerste Kamer vernieuwd.
| Naam                                | groepering                      | provincie     | begindatum        | einddatum         | refs   |
| ----------------------------------- | ------------------------------- | ------------- | ----------------- | ----------------- | ------ |
| Willem Alberda van Ekenstein        | Liberale Unie                   | Groningen     | 01-05-1888 [ d ]  | 14 september 1896 | [ 1 ]  |
| Frederik van Alphen                 | Liberale Unie                   | Zuid-Holland  | 01-05-1888 [ d ]  | 14 september 1896 | [ 2 ]  |
| Willem Bergsma                      | Liberale Unie                   | Friesland     | 18 september 1894 | 14 september 1896 | [ 3 ]  |
| Albert Blijdenstein                 | Liberale Unie                   | Overijssel    | 16-09-1890 [ f ]  | 24 oktober 1895   | [ 4 ]  |
| Rembt van Boneval Faure             | vrije liberalen                 | Zuid-Holland  | 5 juli 1894       | 18-09-1899 [ h ]  | [ 5 ]  |
| Jan Breebaart                       | Liberale Unie                   | Noord-Holland | 19 september 1893 | 16-09-1902 [ i ]  | [ 6 ]  |
| Jacobus van der Breggen             | Liberale Unie                   | Zuid-Holland  | [ j ]             | 5 maart 1894      | [ 7 ]  |
| Doede Breuning                      | Liberale Unie                   | Friesland     | 01-05-1888 [ d ]  | 14 september 1896 | [ 8 ]  |
| Herman Bultman                      | Liberale Unie                   | Noord-Holland | 01-05-1888 [ d ]  | 14 september 1896 | [ 9 ]  |
| Hendrikus Coenen                    | Liberale Unie                   | Gelderland    | 01-05-1888 [ d ]  | 14 september 1896 | [ 10 ] |
| Eppo Cremers                        | Liberale Unie                   | Zuid-Holland  | 01-05-1888 [ d ]  | 14 september 1896 | [ 11 ] |
| Willem Cremers                      | katholieken                     | Gelderland    | 19 september 1893 | 16-09-1902 [ i ]  | [ 12 ] |
| Derck Engelberts                    | Anti-Revolutionaire Partij      | Gelderland    | 19 september 1893 | 16-09-1902 [ i ]  | [ 13 ] |
| Frans van Eysinga                   | Liberale Unie                   | Friesland     | 01-05-1888 [ d ]  | 7 juni 1894       | [ 14 ] |
| Eduard Fokker                       | Liberale Unie                   | Zeeland       | 01-05-1888 [ d ]  | 14 september 1896 | [ 15 ] |
| Isaäc Fransen van de Putte          | Liberale Unie                   | Zuid-Holland  | 19 september 1893 | 16-09-1902 [ i ]  | [ 16 ] |
| Johan Geertsema                     | Liberale Unie                   | Groningen     | 29 januari 1894   | 16-09-1902 [ i ]  | [ 17 ] |
| Jan van Gennep                      | Liberale Unie                   | Zuid-Holland  | 16-09-1890 [ f ]  | 20 maart 1894     | [ 18 ] |
| Karel Godin de Beaufort             | Anti-Revolutionaire Partij      | Zeeland       | 19 september 1893 | 16-09-1902 [ i ]  | [ 19 ] |
| Maurits van Hall                    | Liberale Unie                   | Noord-Holland | 13 april 1896     | 18-09-1899 [ h ]  | [ 20 ] |
| Gerrit van Heek                     | vrije liberalen                 | Overijssel    | 28 november 1895  | 18-09-1899 [ h ]  | [ 21 ] |
| Melchert de Jong                    | Liberale Unie                   | Noord-Holland | 19 september 1893 | 16-09-1902 [ i ]  | [ 22 ] |
| Herman Kist                         | Liberale Unie                   | Noord-Holland | 01-05-1888 [ d ]  | 14 september 1896 | [ 23 ] |
| Hendrik van Lier                    | Liberale Unie                   | Drenthe       | 19 september 1893 | 16-09-1902 [ i ]  | [ 24 ] |
| Léon Magnée                         | katholieken                     | Limburg       | 16-09-1890 [ f ]  | 18-09-1899 [ h ]  | [ 25 ] |
| Hendrik van Marle                   | Liberale Unie                   | Overijssel    | 11 juli 1895      | 16-09-1902 [ i ]  | [ 26 ] |
| Robert Melvil van Lynden            | Anti-Revolutionaire Partij      | Utrecht       | 16-09-1890 [ f ]  | 18-09-1899 [ h ]  | [ 27 ] |
| Willem Merkelbach                   | katholieken                     | Noord-Brabant | 01-05-1888 [ d ]  | 14 september 1896 | [ 28 ] |
| Hendrik Muller                      | Liberale Unie                   | Zuid-Holland  | 16-09-1890 [ f ]  | 18-09-1899 [ h ]  | [ 29 ] |
| Albertus van Naamen van Eemnes      | Liberale Unie                   | Overijssel    | 01-05-1888 [ d ]  | 14 september 1896 | [ 30 ] |
| Hermanus Nebbens Sterling           | Liberale Unie                   | Zuid-Holland  | 01-05-1888 [ d ]  | 14 september 1896 | [ 31 ] |
| Anthony Nijsingh                    | Liberale Unie                   | Drenthe       | 16-09-1890 [ f ]  | 18-09-1899 [ h ]  | [ 32 ] |
| Franciscus van Nispen tot Pannerden | katholieken                     | Gelderland    | 16-09-1890 [ f ]  | 18-09-1899 [ h ]  | [ 33 ] |
| Leo van Nispen tot Sevenaer         | katholieken                     | Utrecht       | 19 september 1893 | 16-09-1902 [ i ]  | [ 34 ] |
| Willem van Pallandt van Waardenburg | conservatieven                  | Gelderland    | 16-09-1890 [ f ]  | 18-09-1899 [ h ]  | [ 35 ] |
| Hubert Pijls                        | katholieken                     | Limburg       | 01-05-1888 [ d ]  | 14 september 1896 | [ 36 ] |
| Cornelis Pijnacker Hordijk          | Liberale Unie                   | Zuid-Holland  | 16 mei 1894       | 16-09-1902 [ i ]  | [ 37 ] |
| Menso Pijnappel                     | conservatief-liberalen          | Noord-Holland | 01-05-1888 [ d ]  | 1 mei 1894        | [ 38 ] |
| Adrianus Prins                      | Liberale Unie                   | Noord-Holland | 16-09-1890 [ f ]  | 18-09-1899 [ h ]  | [ 39 ] |
| Jan Prins                           | Liberale Unie                   | Noord-Holland | 16-09-1890 [ f ]  | 22 januari 1896   | [ 40 ] |
| Willem Prinzen                      | katholieken                     | Noord-Brabant | 16-09-1890 [ f ]  | 18-09-1899 [ h ]  | [ 41 ] |
| Eduard Rahusen                      | Liberale Unie / vrije liberalen | Noord-Holland | 16-09-1890 [ f ]  | 18-09-1899 [ h ]  | [ 42 ] |
| Hubert Regout                       | katholieken                     | Limburg       | 19 september 1893 | 16-09-1902 [ i ]  | [ 43 ] |
| Berend van Roijen                   | Liberale Unie                   | Groningen     | 19 september 1893 | 24 november 1893  | [ 44 ] |
| Alphons Sassen                      | katholieken                     | Noord-Brabant | 19 september 1893 | 16-09-1902 [ i ]  | [ 45 ] |
| Alexander de Savornin Lohman        | Anti-Revolutionaire Partij      | Gelderland    | 01-05-1888 [ d ]  | 1 februari 1894   | [ 46 ] |
| Jan Schimmelpenninck van der Oye    | Anti-Revolutionaire Partij      | Gelderland    | 16 mei 1894       | 19 juni 1895      | [ 47 ] |
| Jan Schimmelpenninck van der Oye    | Anti-Revolutionaire Partij      | Gelderland    | 11 juli 1895      | 14 september 1896 | [ 47 ] |
| Petrus Smitz                        | katholieken                     | Noord-Brabant | 19 september 1893 | 16-09-1902 [ i ]  | [ 48 ] |
| Charles Stork                       | Liberale Unie                   | Overijssel    | 19 september 1893 | 4 juni 1895       | [ 49 ] |
| Jan van Swinderen                   | Liberale Unie                   | Friesland     | 19 september 1893 | 16-09-1902 [ i ]  | [ 50 ] |
| Gijsbert van Tienhoven              | Liberale Unie                   | Noord-Holland | 7 juni 1894       | 14 september 1896 | [ 51 ] |
| Sjoerd Vening Meinesz               | Liberale Unie / vrije liberalen | Zuid-Holland  | 16-09-1890 [ f ]  | 18-09-1899 [ h ]  | [ 52 ] |
| Johannes Verheyen                   | katholieken                     | Noord-Brabant | 01-05-1888 [ d ]  | 14 september 1896 | [ 53 ] |
| Theodorus Viruly                    | Liberale Unie                   | Zuid-Holland  | 19 september 1893 | 16-09-1902 [ i ]  | [ 54 ] |
| Benjamin Vlielander Hein            | Liberale Unie                   | Zuid-Holland  | 16-09-1890 [ f ]  | 18-09-1899 [ h ]  | [ 55 ] |
| Wilco van Welderen Rengers          | Liberale Unie                   | Friesland     | 16-09-1890 [ f ]  | 18-09-1899 [ h ]  | [ 56 ] |
| Derk Welt                           | Liberale Unie                   | Groningen     | 16-09-1890 [ f ]  | 18-09-1899 [ h ]  | [ 57 ] |
| Abraham Wertheim                    | Liberale Unie                   | Noord-Holland | 19 september 1893 | 16-09-1902 [ i ]  | [ 58 ] |
| Emilius van Zinnicq Bergmann        | katholieken                     | Noord-Brabant | 16-09-1890 [ f ]  | 18-09-1899 [ h ]  | [ 59 ] |